# Episodi di American Playhouse (quarta stagione)
La quarta stagione della serie televisiva American Playhouse è stata trasmessa in anteprima negli Stati Uniti d'America tra il 26 novembre 1984 e il 24 giugno 1985.
| nº | Titolo originale                                  | Titolo italiano | Prima TV USA     | Prima TV Italia |
| -- | ------------------------------------------------- | --------------- | ---------------- | --------------- |
| 1  | Testament                                         |                 | 26 novembre 1984 |                 |
| 2  | A Matter of Principle                             |                 | 3 dicembre 1984  |                 |
| 3  | Solomon Northup's Odyssey                         |                 | 10 dicembre 1984 |                 |
| 4  | Tomorrow                                          |                 | 17 dicembre 1984 |                 |
| 5  | Go Tell It on the Mountain                        |                 | 14 gennaio 1985  |                 |
| 6  | Noon Wine                                         |                 | 21 gennaio 1985  |                 |
| 7  | The Joy That Kills                                |                 | 28 gennaio 1985  |                 |
| 9  | The Star-Crossed Romance of Josephine Cosnowski   |                 | 11 febbraio 1985 |                 |
| 10 | Some Men Need Help                                |                 | 18 febbraio 1985 |                 |
| 11 | Charlotte Forten's Mission: Experiment in Freedom |                 | 25 febbraio 1985 |                 |
| 12 | Breakfast with Les and Bess                       |                 | 11 marzo 1985    |                 |
| 13 | Nightsongs                                        |                 | 15 aprile 1985   |                 |
| 14 | Under the Biltmore Clock                          |                 | 22 aprile 1985   |                 |
| 15 | Displaced Person                                  |                 | 6 maggio 1985    |                 |
| 16 | The Europeans                                     |                 | 15 maggio 1985   |                 |
| 17 | El Norte                                          |                 | 20 maggio 1985   |                 |
| 18 | Three Sovereigns for Sarah (Part 1)               |                 | 27 maggio 1985   |                 |
| 19 | Three Sovereigns for Sarah (Part 2)               |                 | 3 giugno 1985    |                 |
| 20 | Three Sovereigns for Sarah (Part 3)               |                 | 10 giugno 1985   |                 |
| 21 | Paper Angels                                      |                 | 15 giugno 1985   |                 |
| 22 | Cat on a Hot Tin Roof                             |                 | 24 giugno 1985   |                 |